# Blood Royale

Eine Schlacht in den Ostalpen bahnt sich an – daneben ein Spielerhandbuch

Blood Royale (Untertitel: Power is Wealth – Wealth is Power / Macht ist Reichtum – Reichtum ist Macht) ist ein englisches Brettspiel für fünf Personen, das Derek Carver und Paul Cockburn 1987 im Verlag Games Workshop veröffentlichten. Zielsetzung ist es, im 14. Jahrhundert blaublütige Dynastien zu erschaffen und dabei auch durch militärische Einflussnahme die politische Landkarte Europas ein Jahrhundert lang zu gestalten.
Die Spieldauer wird vom Verlag mit 240 Minuten angegeben, tatsächlich kann ein Spiel über die angegebene Sequenz von 100 Jahren (4–5 Generationen) über 50 Stunden dauern. Blood Royale gehört somit zu den langwierigsten strategischen Brettspielen der Welt.

## Das Spiel
Als Spielplan dient eine Landkarte von Europa. Fünf Königreiche (England, Frankreich, Deutschland, Spanien und Italien) sind in mehrere Provinzen unterteilt, von denen jeweils drei Rohstoffe erwirtschaften. Jeder Spieler übernimmt ein Land und erhält neben etwas Geld auch ein Königspaar nebst einem Kind. Der Spieler füllt die Charakterbögen mit Namen und Adelsgeschlecht. Der König ist zu diesem Zeitpunkt 25 Jahre, seine Königin 20 Jahre und das Kind 5 Jahre alt.
Der Handlungsstrang des Spieles beginnt im Jahr 1300 und endet im Jahr 1400. Jede Spielrunde dauert 5 Jahre, in denen Armeen zweimal bewegt werden dürfen. Im eigenen Land jeweils durch drei Provinzen; in Feindesland jeweils nur durch eine Provinz. Die Zugreihenfolge wird vor jeder Runde durch Auslosung neu ermittelt, wobei der zuletzt Ziehende einen strategischen Vorteil hat. Stehen Armeen nach Ablauf einer Zugrunde (2 Jahre und 6 Monate) immer noch in Feindesland, so kann dieses Gebiet nachfolgend annektiert werden. Jedem Land stehen 20 Armeen zur Verfügung. Kommt es zu einer verlustreichen Schlacht, stehen die Gefallenen erst nach 10 Jahren (2 vollen Spielrunden) wieder zur Verfügung.
Nach der Annektierung der eroberten Provinzen kann mit den Rohstoffen Handel betrieben werden. Diese werden nach einem Blocksystem entgolten, wobei bestimmte Blöcke unterschiedlich hoch entgolten werden. Kein Land erwirtschaftet bei Spielbeginn eintauschfähige Blöcke, so dass Handel zwingend notwendig ist.
Im Anschluss beginnt die dynastische Sequenz. Der König kann nun dreimal versuchen, die Königin zu schwängern; hierfür wird mit zwei Würfeln geworfen: Ist das Würfelergebnis höher als 7, war der Versuch erfolgreich. Pasch 6 bedeutet Zwillinge. Jeder vorgenommene Schwängerungsversuch wirkt sich aber negativ auf die Konstitution der Königin aus, was die Gefahr des Ablebens bei ihrem sich anschließenden Überlebenswurf erhöht.

Charakterbogen einer 1335 geborenen Prinzessin. Keine Schönheit, dafür sehr arglistig (+2). Heiratsfähig seit 1350, im Jahr 1370 noch unverheiratet gewesen. 1370 benötigte sie bei einem Zweierwurf eine 4 zum Überleben.

Für jedes Kind wird ein Charakterbogen überreicht und anschließend werden durch einen Wurf mit 3 Würfeln das Geschlecht und drei Charaktereigenschaften ermittelt: Konstitution, Charisma und Stärke (Mann) bzw. List (Frau). Das Urkönigspaar wurde mit einem 0-Wert auf allen Eigenschaften dem Spieler übergeben. Die Kinder können hier Werte von +2 bis −2 erzielen.
Wurfergebnis und Charakterbildung:
- Wurf 3–5 = −2
- Wurf 6–8 = −1
- Wurf 9–12 = 0
- Wurf 13–15 = +1
- Wurf 16–18 = +2

Positive Werte sind förderlich bei der ab 1315 erstmals stattfindenden Heiratssequenz. Eine gute Konstitution erhöht die Überlebenschance des Charakters. Das Charisma ist nur für Könige und Kronprinzen wichtig, da ein gutes Charisma die Auswirkung der Ereigniskarte Rebellionen mindert – ein charismatischer König darf sich auch eine höhere Besteuerung erlauben, ohne gleich die schlimmsten Auswüchse einer Rebellion fürchten zu müssen. Heiratet eine Schönheit (+1) oder besonders hübsche (+2) Prinzessin einen König oder wird später zur Königin gekrönt, gibt es einen Sonderbonus von der Bank, die sich aber auch erlaubt, die Krönung einer Missgeburt mit diesbezüglichen Abzügen zu honorieren. Auch das Volk reagiert missgestimmt auf eine unansehnliche oder gar abgrundtief hässliche Königin und es werden in Rebellionszeiten deutlich mehr Provinzen zu den Waffen greifen.
Jede Heirat wird mit einem schriftlich formulierten Vertrag untermauert, der absolut verbindlich ist. Kann ein solcher Vertrag nicht eingehalten werden (z. B. weil man einen Rohstoff zugesichert hat, über den man irgendwann nicht mehr verfügt), gibt es sehr hohe Vertragsstrafen, die über kurz oder lang in den Ruin treiben, wenn nicht der Tod eines der Ehepartner rechtzeitig zum Vertragsende führt.
Eine Witwe reist zurück an den Hof ihres Vaters und kann dann bei der nächsten Hochzeitssequenz gewinnbringend weitergereicht werden. Eine Frau mit +2 auf Konstitution kann durchaus gleich mehrere Kinder in allen vier Nachbarstaaten hinterlassen. Es ist auch möglich, dass eine Frau mehrfach Königin unterschiedlicher Länder wird.
Hat man einen schwächlichen Erbprinzen (−2 auf Stärke), muss man unbedingt eine Prinzessin finden, die +2 auf List hat, denn sie neutralisiert dann dessen Feigheit, die ansonsten dazu führt, dass selbst ungeführte gegnerische Truppen einen Truppenverband unter einem solchen König schlagen können.

### Der Ablauf einer Schlacht

Wappenstandarten mit stilisierten Lilien Frankreichs. Die Figuren der fünf Spieler.

Der König wird durch eine Wappenstandarte mit Krone angezeigt, in der Regel steht dieser auf dem stärksten Truppenverband. Ab 1320 kommen bis zu fünf Prinzen auf die Landkarte, diese werden ebenfalls durch Wappenstandarten angezeigt, diese sind durchnummeriert. Jedes männliche Mitglied der Dynastie betritt im Alter von 20 Jahren das Brett. Das geschieht so lange bis alle Wappenstandarten vergeben sind. Die Prinzen bleiben bis zu ihrem Tod auf dem Brett, den nächsten Wappenträger kann man dann frei aus seiner stetig wachsenden Dynastie besetzen.

Spielsituation mit spanischen und zwei italienischen Prinzen. Links befinden sich italienische und deutsche Truppen auf dem Friedhof.

Rückt eine größere gegnerische Armee in eine Rohstoff erwirtschaftende Provinz eines Nachbarlandes vor, kommt es in der Regel zu einer Schlacht, wobei jeder Verband eine eigene Schlagkraft besitzt. Eine einzelne Armee ist allerdings nicht besonders schlagkräftig, denn sie vernichtet nur bei einem 1-Wurf eine einzige gegnerische Armee. Sind hingegen vier Armeen zusammengezogen, erhöht sich die Schlagkraft genau um diese Anzahl – beim Wurfergebnis 5 oder 6 war dieser Verbund jedoch wirkungslos. Wird ein solcher Verband von einem Prinzen angeführt, erhöht sich die Schlagkraft auf 5, d. h., würfelt dieser Verband eine 5, werden fünf gegnerische Armeen auf den Friedhof befördert, von dem sie erst nach zehn Jahren zurückkehren können.
Führt ein König eine Armee, die mit ihm über 6 oder mehr Einheiten verfügt, erhöht sich die Schlagkraft auf 6, das heißt, unter einem König kämpfende Truppen erzielen dann immer Wirkung.
Die Stärke der Anführer wird vor der Schlacht vergleichend ermittelt. Trifft beispielsweise ein König mit Stärke 0 auf einen angriffslustigen Prinzen (Stärke +2), so ist dieser Prinz dann sehr vorwurfsvoll und darf zweimal vorab würfeln. Erzielt er hierbei zweimal eine 5, hat der König schon die Hälfte seiner zur Verfügung stehenden Truppen eingebüßt, bevor er auch nur einmal zum Schwert greifen kann.
Jeder an einer Schlacht beteiligte Wappenträger muss nach der Schlacht einen zusätzlichen Überlebenswurf machen. Ein König hat im Verlauf der Schlacht die Möglichkeit zur Flucht, kann dann aber in angrenzenden Provinzen gefangen genommen werden.
Man kann einen gefangenen König freikaufen, dies ist aber Verhandlungssache. Verbleibt ein König in Gefangenschaft, fehlt dieser nicht nur als schlagkräftige Instanz zur Verteidigung in seinem Land, sondern kann auch nicht mehr an der dynastischen Sequenz teilnehmen.

### Das Vertragswesen

Ehevertrag

Bei jeder Ehe wird ein Vertrag geschlossen, der zuvor ausgehandelt wird, und so lange absolut verbindlich ist, bis durch den Tod eines Ehepartners die Ehe aufgelöst wird. Ist ein Nichtangriffspakt vereinbart, erlauben die Regeln auch keine gegensätzlichen Handlungsweisen. Es ist auch möglich, im Heiratsvertrag Truppendurchzugsrecht zu gewähren, was strategisch von großer Bedeutung ist, da in diesem Fall die Truppen in der Bewegungsphase auch durch drei Provinzen des anderen Landes ziehen dürfen. Heiratet ein König eine Prinzessin, so erhält der Brautvater aus der Bank 100 Goldstücke, was in etwa der Wirtschaftskraft eines Landes innerhalb von drei Jahren entspricht. Auch können bestimmte Leistungen verlangt werden, wie erobert für Deutschland bis 1380 die Provinz Swabia zurück. Auch ist es möglich, ein Handelsembargo gegen einen anderen König oder gar das Land zu vereinbaren.
Daneben gibt es aber auch Absprachen, die nur auf Ehrenwort erfolgen und vor allem den Handel betreffen. Handelsgüter werden nach Abschluss der Bewegungsphase auf Vertrauen über die Grenze geschoben, der Rückhandel erfolgt erst und sofern es sich bei dem König um einen Ehrenmann handelt, nach dessen Bewegungsphase. Weigert sich dieser aber, das versprochene Gut (z. B. Eisen) abzuliefern, ist dies kein Regelverstoß, sondern ein Kriegsgrund. Dies aber nur, sofern kein vertraglich vereinbarter Nichtangriffspakt dem entgegensteht.

### Ereignisse und Ereigniskarten

Ereigniskarten

Neben den Ereigniskarten gibt es in jeder Runde (5 Jahre) folgende Ereignismöglichkeiten, die ausgewürfelt werden:
- 1 = Seuche
- 2 = Hungersnot
- 3 = Rebellion
- 4 = Unwetter
- 5 = keine Auswirkung
- 6 = nochmal würfeln, 1–3 = Hungersnot, 4–6 = Rebellion

Anschließend wird ausgewürfelt, welche Provinzen betroffen sind. Bei der Seuche sterben alle dort befindlichen Armeen – Könige und Prinzen müssen dann einen Überlebenswurf machen. Unwetter vernichten alle auf See befindlichen Einheiten. Die Rebellion wirkt sich je nach Besteuerung und Charisma des Königspaares unterschiedlich hart aus. Rebellionen müssen niedergekämpft werden, bevor dort wieder besteuert werden kann, was länger dauern kann, vor allem wenn man nur über wenige Einheiten verfügt. Eine Rebellion kann aber, ebenso wie eine Hungersnot, auch durch Bezahlung beendet werden. Verseuchte und von Hungersnot geplagte Provinzen kann man nicht besteuern und auch nicht betreten.
Die Ereigniskarten sind dagegen vielseitig gefächert gestaltet. Auswahl: Das Einrichten einer Universität verbessert das Charisma des Königs, oder gute Ernten bescheren allen Kornprovinzen einen Geldsegen, ein russischer Fürst bietet seine arglistige Tochter dem Meistbietenden an.

### Die Verwaltung einer Dynastie
Sofern das erste Königspaar langlebig ist, wächst die Dynastie sehr schnell an. Töchter wandern an den fremden Königshof, angeheiratete Prinzessinnen bilden am eigenen Hof mit einem Prinzen ein Ehepaar.
Stirbt der König in jungen Jahren, aber nach der Zeugung eines Sohns betritt an seiner Stelle ein impotenter Onkel das Brett. Hat der verblichene König nur Töchter erzeugt, ist für diesen Spieler der Spielabend beendet, denn seine Dynastie ist dann ausgestorben. Könige, die in Gefangenschaft geraten und nur einen Erben haben. Kommt dann nicht einmal besagter Onkel daher, der wenigstens die Landesgrenzen zu verteidigen vermag. Die Königswürde bleibt aber erhalten, auch wenn der gefangene König alle Ländereien verliert. Hat er zum Beginn der Gefangenschaft zwei fünfjährige Söhne, betreten diese nach 15 Jahren mit 20 Armeen irgendeine Provinz der verloren gegangenen Heimat.

#### Die Brautschau
Am langwierigsten gestaltet sich die unmittelbar an die dynastische Sequenz anschließende Brautschau und Hochzeitsphase. Jeder Spieler legt nun seine heiratsfähigen Töchter vor sich aus.
Provinzen werden angeboten, gute eigene Töchter zur Doppelhochzeit vorgeschlagen, zuvor eher seltene Handelsgüter versprochen, auch Waffenbeistandsgarantien für in Bedrängnis geratene Dynastien sind dann an der Tagesordnung.
Der König aus dessen Dynastie dieser große Wurf hervorgegangen ist, wählt jetzt unter den verschiedenen Angeboten das beste aus.
Nachdem sich irgendwann alle neuen Paare gefunden haben und alle Eheverträge besiegelt sind, beginnt die neue Spielrunde und die jungvermählten und dadurch verbesserten Prinzen versuchen dann fünf Jahre lang, die politische Landkarte neu zu gestalten.

### Spielende und Gewinn

Staatsschatz

Das Spiel endet nach genau 100 Jahren. Alle in der Hauptstadt befindlichen Ressourcen und der Staatsschatz werden zusammen gezählt, der Gewinner wird aus dem sich ergebenden Gesamtertrag ermittelt.